# Dynamischer Speicher
Der dynamische Speicher, auch Heap (engl. für ‚Halde‘, ‚Haufen‘), Haldenspeicher oder Freispeicher ist ein Speicherbereich, aus dem zur Laufzeit eines Programms zusammenhängende Speicherabschnitte angefordert und in beliebiger Reihenfolge wieder freigegeben werden können. Die Freigabe kann sowohl manuell als auch mit Hilfe einer automatischen Speicherbereinigung erfolgen. Eine Speicheranforderung aus dem Heap wird auch dynamische Speicheranforderung genannt. Sie dient den Programmen dazu, über den vom Programmcode selbst und den fix reservierten Datenfeldern und dem Stack (Stapelspeicher) belegten Speicher hinaus noch zusätzlichen Pufferspeicher zur Verfügung zu haben.
Für die Anwendungsentwicklung bedeutet die dynamische Speicherverwaltung einen erheblichen zusätzlichen Aufwand und bildet eine häufige Fehlerquelle, insbesondere für Speicherlecks. Ein typischer Fehler ist zum Beispiel, dass Referenzen auf dynamisch belegten Speicher unbeabsichtigt überschrieben werden und der ursprünglich referenzierte Bereich nicht mehr freigegeben werden kann. Umgekehrt können auch Referenzen auf bereits wieder freigegebenen Speicher bestehen bleiben. Solche Referenzen bezeichnet man als hängende Zeiger.

## Unterschied zum Stack
Der Unterschied zum Stack besteht darin, dass beim Stack angeforderte Speicherabschnitte in der umgekehrten Reihenfolge wieder freigegeben werden müssen, in der sie angefordert wurden. Dies schränkt die Wiederverwendung nicht länger benötigter Stackbereiche ein; ebenso muss eine Funktion ihre Stack-Speicheransprüche vor ihrer Rückkehr zu der aufrufenden Funktion aufgeben. Beim Stack spricht man auch von automatischer Speicheranforderung. Der Zeitaufwand bei einer automatischen Speicheranforderung zur Laufzeit ist in der Regel deutlich geringer als bei der dynamischen Speicheranforderung. Da für den Stack meist nur ein kleiner Speicherbereich reserviert wird, kann bei intensiver Nutzung durch sehr große oder sehr viele Anforderungen ein unerwünschter Programmabbruch wegen Stack-Überlaufes erfolgen.

## Unterstützung von dynamischen Speicheranforderungen in Programmiersprachen
Programmiersprachen unterstützen die dynamische Speicheranforderung auf unterschiedliche Weisen. In ISO-C gibt es dafür beispielsweise die Funktionen malloc(), calloc() und realloc(). Mit der Funktion free() wird der Speicher dann wieder freigegeben.
In ISO-C++ gibt es außer den bereits von C übernommenen Funktionen die Möglichkeit, Speicher dynamisch mit Hilfe von new anzufordern bzw. mit delete wieder freizugeben.

## Speicherverwaltung
Im Vergleich zum Stack ist die Verwaltung des Heaps durch die Laufzeitumgebung aufwändiger. Speicherbereiche sollen jederzeit von der Anwendung angefordert und in beliebiger Reihenfolge auch wieder freigegeben werden können. Die Größe der Bereiche sowie der Zeitpunkt der Anforderung oder Freigabe sind dabei unvorhersagbar.
An die dynamische Speicherverwaltung werden daher die folgenden, teils widersprüchlichen Anforderungen gestellt:
- Hohe Geschwindigkeit
- Effiziente Speichernutzung
- Geringer Verwaltungsaufwand

Durch das spätere Freigeben eines Blocks kann es zu externer Fragmentierung kommen. Eine automatische Speicherbereinigung kann die freien Speicherbereiche wieder vereinigen, so dass größere freie Blöcke zur Verfügung stehen.
Für Echtzeit-Anwendungen kann eine dynamische Speicherverwaltung ungeeignet sein, da sowohl die Laufzeit als auch die erfolgreiche Allokation garantiert werden müssen.

### Implementierung
Für die Verwaltung der freien Blöcke kommen verschiedene Datenstrukturen zum Einsatz:
- verkettete Listen
- Buddy-Systeme
- Heap-artige Strukturen
- Suchbäume